# Tensions sur le Cap Corse
Pour plus de détails, voir Fiche technique et Distribution.
Tensions sur le Cap Corse  est un téléfilm français réalisé par Stéphanie Murat et diffusé en 2017.

## Fiche technique
- Réalisation : Stéphanie Murat
- Scénario : Éléna Piacentini et Catherine Touzet
- Photographie : Thomas Bataille
- Musique : Marco Prince
- Chef décorateur :
- Ingénieur du son :
- Monteur :
- Production : Matthieu Tarot pour Albertine Productions et France Télévisions
- Durée : 100 minutes
- Genre : drame, policier
- Dates de diffusion : 
  - 10 mars 2017 sur RTS Un
  - 6 avril 2017 sur La Une
  - 8 avril 2017 sur France 3
  - 23 mars 2018 sur TV5 Monde Europe
  - 5 mars 2019 sur MHz Networks

- Rediffusions : 
  - 10 avril 2018, 6 juillet 2019, 11 février 2020, 5 septembre 2020 sur France 3
  - 17 décembre 2019 sur RTS Un
  - 23 octobre 2022 sur TMC

## Distribution
C'est la deuxième fois que Richard Bohringer et Amira Casar se retrouvent dans un rôle père-fille, 20 ans après La Vérité si je mens !.
- Richard Bohringer : Xavier Monti, juge d'instruction en retraite
- Amira Casar : Gabrielle Monti, commandant de police
- Philippe Corti : Jo Cardi, policier (Philippe Corticchiato)
- Yoni Nahum : Ange, policier
- Jean-Emmanuel Pagni : Daniel Aubert
- Florence Thomassin : Claire Siabelli
- Jean-Philippe Ricci : Marco Siabelli
- Alain Fromager : Jean-Marie Bolzi
- Alysson Paradis : Livia Santucci
- Véronique Volta : Marie Lambert

## Production
Ce téléfilm a été tourné en septembre et octobre 2016 dans le cap Corse, principalement à Bastia et à Canari. Le premier titre envisagé était Meurtres à Bastia.

## Audience
- France : 3,5 millions de téléspectateurs (première diffusion) (16,9 % de part d'audience)